# Le Chaperon rouge
Ne pas confondre avec les films publicitaires Le Chaperon rouge (Chanel)
Pour plus de détails, voir Fiche technique et Distribution.
Le Chaperon rouge (Red Riding Hood) est un film fantastique canado-anglo-américain réalisé en 2010 par Catherine Hardwicke, sorti en 2011, et produit par Leonardo DiCaprio à partir d'un scénario de David Leslie Johnson. Il est inspiré du conte folklorique Le Petit Chaperon rouge et du film Les Frères Grimm.

## Synopsis
Des meurtres particulièrement sauvages ont lieu dans un modeste village. Les hommes veulent alors traquer le coupable, à savoir un loup-garou. Valérie, une jeune femme aussi belle que déterminée, veut découvrir les nombreux secrets que cachent les habitants du village.

## Fiche technique
- Titre original : Red Riding Hood
- Réalisation : Catherine Hardwicke
- Scénario : David Leslie Johnson
- Musique : Brian Reitzell, Alex Heffes
- Directrice de la photographie : Mandy Walker
- Producteur : Leonardo DiCaprio
- Producteurs exécutifs : Jennifer Davisson, Killoran, Julie Yorn
- Société de distribution : Warner Bros
- Budget : 42 000 000 $
- Langue : anglais
- Genres : Drame, fantastique, horreur, romance, thriller
- Durée : 100 minutes
- Date de sortie[2] :
  - États-Unis : 11 mars 2011
  - France : 20 avril 2011 (cinéma) ; en DVD et Blu-ray depuis le 24 août 2011.
  - Canada : 11 mars 2011
  - Royaume-Uni : 15 avril 2011
- Public : Accord parental[3] + Avertissement : des scènes, des propos ou des images peuvent heurter la sensibilité des jeunes spectateurs[4].
- Classification CNC : tous publics avec avertissement[5]

## Distribution
- Amanda Seyfried (VF : Marie-Eugénie Maréchal ; VQ : Catherine Bonneau) : Valérie
  - Megan Charpentier : Valérie jeune
- Shiloh Fernandez (VF : Rémi Bichet ; VQ : Nicholas Savard L'Herbier) : Peter
  - Dj Greenburg : Peter jeune
- Max Irons (VF : Paolo Domingo ; VQ : Nicolas Bacon) : Henry Lazar
- Virginia Madsen (VF : Emmanuelle Bondeville ; VQ : Manon Arsenault) : Suzette
- Billy Burke (VF : Arnaud Arbessier) : Cesaire
- Gary Oldman (VF : Gabriel Le Doze ; VQ : Manuel Tadros) : le père Salomon
- Julie Christie (VF : Évelyn Séléna ; VQ : Sophie Faucher) : Mère-Grand
- Michael Shanks : Adrien Lazar
- Christine Willes : Madame Lazar
- Lukas Haas (VF : Philippe Bozo) : le père Auguste
- Alexandria Maillot : Lucie
- Shauna Kain (VF : Caroline Espargilière ; VQ : Aurélie Morgane) : Roxanne
- Michael Hogan (VF : Michel Voletti) : le préfet
- Adrian Holmes (VQ : Thiéry Dubé) : le capitaine
- Matt ward : l'autre garde du père Salomon
- Kacey Rohl (VF : Audrey Sablé) : Prudence
- Cole Heppell : Claude
- Carmen Lavigne : Rose
- Jennifer Halley : Marguerite
- Archie Rice (VF : Lionel Tua) : voix du loup
- Don Thompson (VF : Jean-Claude Sachot) : l’aubergiste

## Production
Avec Appian Way Productions, Leonardo DiCaprio, Michael Ireland, Jennifer Davisson Killoran, Alex Mace et Julie Yorn ont produit le film. Le long métrage a été tourné à Vancouver.

### Choix des interprètes
La réalisatrice Catherine Hardwicke a persuadé l'actrice Amanda Seyfried de jouer avec la star Shiloh Fernandez, car celle-ci ne l'aimait pas : « Quand je lui ai dit que Shiloh Fernandez avait obtenu le rôle de Peter, elle a fait une drôle de tête ! Mais elle a essayé de bien s'entendre avec lui, et elle a réussi ! »

## Accueil

### Sortie
La date prévue pour la sortie était à l'origine le 22 avril 2011 aux États-Unis. Elle a été avancée au 11 mars 2011. Le Chaperon rouge a obtenu 14 005 335 $ grâce aux très nombreuses ventes de billets au cours du weekend de la sortie, le mettant au no 3. World Invasion: Battle Los Angeles et Milo sur Mars ont rapporté respectivement 13 399 310 $ et 6 825 000 $.

### Accueil critique
Lors de sa sortie, le film a reçu de très mauvaises critiques, et cela a empiré. Il a obtenu un score de 10 % sur le site de Rotten Tomatoes et 29 % sur Metacritic.
Roger Ebert a donné au film une étoile sur quatre, qu'il dit être une copie peu imaginative de Twillight dont le scénario se prend trop au sérieux.

### Box-office
Malgré ces mauvaises critiques, le film a eu du succès au box-office sur les territoires américains et canadiens mais aussi un peu partout dans le monde. Le film a totalisé presque 90 000 000 $ de recettes, pour un budget deux fois inférieur (42 M$).
Détails :
- Monde entier : 89 162 162 $[12]
- États-Unis et  Canada : 37 662 162 $ en 11 semaines[13]
- International : 51 500 000 $[14]
- France : 338 867 entrées

## Autour du film
- Au début, le film avait été intitulé The Girl with the Red Riding Hood (La Fille à la cape rouge), puis quelque temps après Red Riding Hood.
- Le film a fait l'objet de l'épisode de Ciné Raté no 8.